# Route nationale 55 (Vietnam)
Pour les articles homonymes, voir Route nationale 55.
La route nationale 55 (vietnamien : Quốc lộ 55, sigle QL.55) est une route nationale au Viêt Nam.

## Parcours
La route nationale 55 parcourt les provinces de Bà Rịa-Vũng Tàu, Bình Thuận et Lâm Đồng.
Il s'agit d'un axe est-ouest reliant les provinces de la région  Sud-est et les montagnes centrales.
La route nationale 55 traverse les localités de Bà Rịa,  Long Điền, Đất Đỏ, Xuyên Mộc (province de Bà Rịa-Vũng Tàu), Hàm Tân, La Gi, Tánh Linh, Hàm Thuận Bắc (province de  Bình Thuận), Bảo Lâm (province de  Lâm Đồng) et Bảo Lộc. 